# Buly Arena Kravaře
Buly Arena Kravaře je sportovní komplex s halou pro lední hokej a bazénem vybudovaný v městě Kravaře na severovýchodě České republiky. Jeho vlastníkem je Alois Hadamczik. Vybudován byl v roce 2003. S ohledem na třicetikilometrovou vzdálenost komplexu od města Ostravy, které bývá hostitelem některých sportovních akcí, využívají komplex jako své zázemí sportovní kolektivy, mezi něž patří ruská, francouzská či česká hokejová reprezentace nebo fotbalové výběry. Trénoval zde a hrál své zápasy také výběr hokejistů nazvaný Jágr Team. Kvůli rekonstrukci zimního stadionu v Ostravě-Porubě hrál v sezóně 2023/2024 v kravařské aréně své domácí zápasy rovněž celek HC RT TORAX Poruba 2011.